# Calceolaria scapiflora
Calceolaria scapiflora är en toffelblomsväxtart som först beskrevs av Hipólito Ruiz López och Pavon, och fick sitt nu gällande namn av George Bentham. Calceolaria scapiflora ingår i släktet toffelblommor, och familjen toffelblomsväxter. Inga underarter finns listade i Catalogue of Life.